# Округ Оксфорд (Мејн)
Округ Оксфорд (енгл. Oxford County) је округ у америчкој савезној држави Мејн.

## Демографија
По попису из 2010. године број становника је 57.833, што је 3.078 (5,6%) становника више него 2000. године.
| Група             | 2000.          | 2010.          |
| Белци             | 53.588 (97,9%) | 55.584 (96,1%) |
| Афроамериканци    | 95 (0,2%)      | 212 (0,4%)     |
| Азијати           | 201 (0,4%)     | 359 (0,6%)     |
| Хиспаноамериканци | 292 (0,5%)     | 587 (1,0%)     |
| Укупно            | 54.755         | 57.833         |